# Кент, Линдси
Линдси Кент (англ. Lindsey Kent; род. 6 мая 1996 года, Виннипег, Канада) — канадская конькобежка, 3-кратная призёр чемпионата 4-х континентов.

## Биография
Линдси Кент родилась в Виннипеге, где впервые встала на коньки. C 15-го возраста начала соревноваться в городских соревнованиях, а через год заняла 5-е место в многоборье на юниорском чемпионате провинции и 3-е место на чемпионате Канады среди юниоров в категории до 17 лет. В 2014 году она выиграла юниорское многоборье. С 2015 года стала участвовать на чемпионате Канады среди юниоров, а с 2016 года на взрослом уровне. Только в 2019 году Линси выиграла "бронзу" на Национальном чемпионате среди "новичков" на дистанции 1500 м.
В феврале 2020 года на 1-м чемпионате четырёх континентов в Милуоки завоевала серебряную медаль в командной гонке преследования, а через 2 года стала вновь серебряным призёром в этой дисциплине на чемпионате четырёх континентов в Калгари и бронзовым призёром в командном спринте. В марте 2022 на чемпионате мира в Хамаре она заняла 16-е место в сумме многоборья. Весной 2022 года она завершила карьеру спортсменки.

## Личная жизнь
Линдси Кент обучалась с 2014 по 2021 год в Университете Калгари и закончила со степенью бакалавр технических наук по специальности — гражданское строительство. С 2016 по 2020 год работала в компании "Sport Chek" торговым партнёром неполный рабочий день, а с июня 2022 года состоит в должности инженера-геотехника в "Higher Ground Consulting Inc". Линдси любит солёные продукты и семена подсолнечника, она увлекается рингеттом.